# Lobeira
Lobeira è un comune spagnolo di 1 193 abitanti situato nella comunità autonoma della Galizia.